# 法迪亞奴
法迪亞奴(Stephane Faatiarau，1990年3月13日—)，大溪地足球員，司任後衛。目前效力當地頂級聯賽球隊AS特法納。他於2011年入選國家隊，並在同年3月22日對所羅門群島首次上陣，但落選了2012年大洋洲國家杯的名單。2013年，他又參加了洲際國家盃，在對尼日利亞的分組賽中後備上陣，取得36分鐘的出場時間。